# نویهوس کارینتیا
نویهوس کارینتیا (به آلمانی: Neuhaus) یک منطقهٔ مسکونی در اتریش است که در Völkermarkt District واقع شده‌است. نویهوس کارینتیا ۱٬۲۳۶ نفر جمعیت دارد.